# Plucheplakker
Een plucheplakker (binnen de politiek soms ook wel zetelklever genoemd) is iemand die er door anderen van wordt beschuldigd te veel te hechten aan een bepaalde positie.
Het gaat om een denigrerende term die doorgaans wordt gebruikt voor de machtspositie van een politicus of bestuurder van wie wordt beweerd dat hij te lang in zijn aangename functie blijft. Dit komt over alsof de persoon eigen belang voor het algemeen belang stelt. Om dit te voorkomen worden in statuten maximumtermijnen opgenomen voor bestuursfuncties of wordt erin verwezen naar bestaande codes waarin dat is opgenomen. Voorbeeld hiervan is voor de culturele sector de Code Cultural Governance.
Het woorddeel pluche is een verwijzing naar de comfortabele zetels van bijvoorbeeld volksvertegenwoordigers en kabinetsleden.